# Retilaskeya bicolor
Retilaskeya bicolor là một loài ốc biển, động vật chân bụng trong họ Cerithiopsidae, được tìm thấy ở Biển Caribe và Vịnh Mexico. Nó được mô tả bởi C. B. Adams, năm 1845.

## mô tả
Độ dài vỏ lớn nhất ghi nhận được là 20 mm.

## Môi trường sống
The minimum recorded depth for this species is 0 m and the Độ sâu lớn nhất ghi nhận được là 65 m.